# Los Piojos
I Los Piojos sono stati una rock band argentina molto popolare.
Come la maggior parte dei gruppi rock di periferia, le loro canzoni sono state influenzate dallo stile dei Rolling Stones. Diversamente dalla maggior parte dei gruppi di periferia, tuttavia, il loro stile si è evoluto in modo significativo con ogni album.

## Membri
Membri attuali
- Andrés Ciro Martínez: voce, armonica a bocca e chitarra ritmica
- Juanchi Bisio: chitarra
- Sebastián "Roger" Cardero: percussioni
- Miguel Ángel "Micky" Rodríguez: basso

Membri nel Live
- Facundo "Changuíto" Farías Gómez: percussioni
- Miguel "Chucky" De Ipola: tastiere

Vecchi membri
- Gustavo Kupinski: chitarra †
- Daniel Fernández: chitarra  (attualmente nel gruppo La Franela)

## Discografia

### Album Studio
- Chactuchac (1993)
- Ay ay ay (1994)
- 3er arco (1996)
- Azul (1998)
- Verde Paisaje del Infierno (2000)
- Máquina de Sangre (2003)
- Civilización (2007)

### Album Live
- Ritual (1999)
- Huracanes en Luna Plateada (2002)